# Henrik Wilhjelm
Henrik Wilhjelm (* 29. November 1935 auf dem Pfarrhof Præstholm, Gosmer Sogn)  ist ein dänischer Pastor, Hochschullehrer und Autor.

## Leben
Henrik Wilhjelm ist der Sohn des Pastors Tage Møller Wilhjelm (1905–?) und seiner Frau Tove Eeg Sørensen (1908–?). Er studierte Theologie an der Universität Aarhus und schloss das Studium im Alter von 27 Jahren ab. Sein Professor Johannes Sløk wünschte ihn als seinen Nachfolger, aber Henrik Wilhjelm zog 1964 nach Grönland, wo er ab 1965 als Pastor in Nuuk, Niaqornaarsuk und Kangaatsiaq arbeitete. Er war auch als Lehrer am Ilinniarfissuaq angestellt und war an der Gründung der Universität von Grönland beteiligt, wo er von 1983 bis 1989 Leiter der theologischen Ausbildung war. Von 1989 bis 1991 war er Rektor des Ilinniarfissuaq, bevor er im Alter von rund 55 Jahren pensioniert wurde. Anschließend ließ er sich auf der dänischen Halbinsel Mols nieder und begann Bücher zur Geschichte des Ilinniarfissuaq und Samuel Kleinschmidt zu veröffentlichen.
2002 wurde er zum Ehrendoktor der Universität Kopenhagen und 2012 zum Ehrendoktor der Universität von Grönland ernannt.

## Werke (Monografien)
- 1997: De store opdragere. Grønlands seminarier i det 19. århundrede
- 2001: »af tilbøjelighed er jeg grønlandsk«. Om Samuel Kleinschmidts liv og værk
  - 2013: Grönländer aus Leidenschaft: Das Leben und Werk von Samuel Kleinschmidt (deutsche Übersetzung)
- 2008: De nye grønlændere. Grønlands seminarier i det 19. århundrede
- 2010: The Moravian Beginnings of Canadian Inuit Literature (Ausstellungskatalog; Hrsg.)